# Day6
Day6 (tiếng Hàn Quốc: 데이식스, tiếng Nhật: デイシックス, cách điệu: DAY6) là một nhóm nhạc nam Hàn Quốc được thành lập và quản lý bởi công ty JYP Entertainment. Nhóm gồm 4 thành viên: Sungjin (Acoustic guitar), YoungK (Bass guitar), Wonpil (Keyboard), và Dowoon (Drum) (sau khi Junhyeok rời nhóm vào tháng 2 năm 2016). Nhóm chính thức ra mắt vào ngày 7 tháng 9 năm 2015 với mini-album đầu tay "The Day"

## Lịch sử

### Trước khi ra mắt:K-pop Star, 5LIVE
Vào năm 2010, Young K hoạt động dưới cái tên Brian Kang là thành viên của một nhóm nhạc 3 thành viên tại Toronto, Canada. Cùng với Terry He và Don Lee, anh biểu diễn tại địa phương và cover nhiều ca khúc trên kênh Terry He's channel. Don Lee, Young K đã liên hệ với JYP và tham gia buổi thử giọng, và trở thành thực tập sinh. Don Lee sau đó đã rời JYP để tập trung vào việc học.
Vào năm 2012, Jae tham gia vào mùa thứ nhất của SBS K-pop Star. Cuối cùng anh đứng ở vị trí thứ 6,sau đó anh đã ký một hợp đồng độc quyền với JYP Entertainment cùng với quán quân, Park Ji-min, và người về vị trí thứ ba, Baek A-yeon.
JYP Entertainment ban đầu công bố nhóm là một nhóm nhạc có 5 thành viên gọi là 5LIVE, gồm Sungjin, Jae, Young K, Junhyeok, và Wonpil. Nhóm bắt đầu quảng bá với cái tên 5LIVE vào năm 2014,xuất hiện tại tập 4 của một chương trình truyền hình thực tế của Mnet là Who is Next: WIN và phát hành bài hát "Lovely Girl" của nhạc phim Pretty Man. Hơn nữa, nhóm cũng bị ghét bởi tên của nhóm làm cho nhiều fan nghĩ tới ban nhạc Mỹ Maroon 5.
Giữa năm 2015,tay trống Dowoon vào nhóm. Trong tên của nhóm, 6 thành viên đại diện cho 6 ngày đầu tiên của tuần, và fan đại diện cho ngày thứ 7. Để chuẩn bị cho việc ra mắt, Day6 đã trình diễn tại các câu lạc bộ trực tuyến tại Seoul.

### 2015: Debut vớiThe Day
Mini album ra mắt của Day6 "The Day",với single  "Congratulations," được phát hành vào ngày 7 tháng 9 năm 2015. "Congratulations" cũng được phát hành MV trên YouTube.

#### Các concert
Day6 bắt đầu tour diễn đầu tiên của họ, "DAY6 1st Live Concert," hoặc "D-Day," vào ngày 20 và 21 tháng 11 năm 2015 tại Seoul's Yes24 Movie Hall. Các vé đã được bán hết trong vòng 5 phút.

### 2016: Junhyeok rời nhóm
Vào ngày 27 tháng 2 năm 2016, JYP Entertainment tuyên bố Junhyeok đã rời khỏi ban nhạc vì lý do cá nhân và chấm dứt hợp đồng với công ty.

### 2022: Jae rời nhóm
JYP thông báo Jae quyết định rời DAY6 từ ngày 31/12/2021 và kết thúc hợp đồng độc quyền với công ty vì lý do cá nhân.
Quyết định được đưa ra sau khi hai bên thảo luận trong thời gian dài, công ty tôn trọng lập trường của nghệ sĩ.

## Thành viên
| Nghệ danh           | Nghệ danh           | Nghệ danh           | Tên khai sinh       | Tên khai sinh       | Tên khai sinh       | Tên khai sinh       | Tên khai sinh       | Ngày sinh                   | Nơi sinh                | Quốc tịch           | Vị trí                         |
| Latinh              | Hangul              | Kana                | Latinh              | Hangul              | Kana                | Hanja               | Hán-Việt            | Ngày sinh                   | Nơi sinh                | Quốc tịch           | Vị trí                         |
| Thành viên hiện tại | Thành viên hiện tại | Thành viên hiện tại | Thành viên hiện tại | Thành viên hiện tại | Thành viên hiện tại | Thành viên hiện tại | Thành viên hiện tại | Thành viên hiện tại         | Thành viên hiện tại     | Thành viên hiện tại | Thành viên hiện tại            |
| ------------------- | ------------------- | ------------------- | ------------------- | ------------------- | ------------------- | ------------------- | ------------------- | --------------------------- | ----------------------- | ------------------- | ------------------------------ |
| Sungjin             | 성진                | ソンジン            | Park Sung-jin       | 박성진              | パク・ソンジン      | 朴晟鎮              | Phác Thành Trấn     | 16 tháng 1, 1993 (31 tuổi)  | Busan, Hàn Quốc         | Hàn Quốc            | Vocal & Guitar                 |
| Young K             | 영케이              | ヨンケイ            | Kang Young-hyun     | 강영현              | カン・ヨンヒョン    | 姜永晛              | Khương Vĩnh Hiện    | 19 tháng 12, 1993 (31 tuổi) | Ilsan, Hàn Quốc         | Hàn Quốc            | Bass & Vocal & Rap             |
| Wonpil              | 원필                | ウォンピル          | Kim Won-pil         | 김원필              | キム・ウォンピル    | 金元弼              | Kim Nguyên Bật      | 28 tháng 4, 1994 (30 tuổi)  | Incheon, Hàn Quốc       | Hàn Quốc            | Keyboard & Synthesizer & Vocal |
| Dowoon              | 도운                | ドウン              | Yoon Do-woon        | 윤도운              | ユン・ドウン        | 尹度雲              | Doãn Độ Vân         | 25 tháng 8, 1995 (29 tuổi)  | Busan, Hàn Quốc         | Hàn Quốc            | Drums                          |
| Cựu thành viên      |                     |                     |                     |                     |                     |                     |                     |                             |                         |                     |                                |
| Jae                 | 제이                | ジェイ              | Park Jae-hyung      | 박제형              | パク・ジェヒョン    | 朴再興              | Phác Tái Hưng       | 15 tháng 9, 1992 (32 tuổi)  | Buenos Aires, Argentina | Mỹ                  | Guitar & Vocal & Rap           |
| Junhyeok            | 준혁                |                     | Im Jun-hyeok        | 임준혁              | ジュンヒョク        | 任晙赫              | Lâm Tuấn Hách       | 17 tháng 7, 1993 (31 tuổi)  | Bucheon, Hàn Quốc       | Hàn Quốc            |                                |

## Danh sách đĩa nhạc

### Album
| Tên                                                                      | Chi tiết | Nhạc | Vị trí xếp hang cao nhất | Vị trí xếp hang cao nhất | Vị trí xếp hang cao nhất | Bán ra         | Bìa Album |
| Tên                                                                      | Chi tiết | Nhạc | KOR                      | TW                       | US World                 | Bán ra         | Bìa Album |
| ------------------------------------------------------------------------ | --- | --- | ------------------------ | ------------------------ | ------------------------ | -------------- | --------- |
| The Day (1st mini-album)                                                 | - Phát hành: Ngày 7 tháng 9 năm 2015 - Hãng đĩa: JYP Entertainment - Dưới dạng: CD, tải kỹ thuật số                                                  | Danh sách 1. Free하게 (Freely) 2. 이상하게 계속 이래 (Out of My Mind) 3. Congratulations 4. 버릇이 됐어 (Habits) 5. 태양처럼 (Like That Sun) 6. Colors | 6                        | 19                       | 2                        | - KOR: 10,257  |           |
| Daydream (2nd mini-album)                                                | - Phát hành: Ngày 30 tháng 4 năm 2016 - Hãng đĩa: JYP Entertainment - Dưới dạng: CD, tải kỹ thuật số                                                 | Danh sách 1. First Time 2. Blood 3. 놓아 놓아 놓아 (Letting Go) 4. Sing Me 5. 바래 (I Wish) 6. Hunt | 4                        | 8                        |                          | - KOR: 13,723+ |           |
| Sunrise (1st full-album)                                                 | - Phát hành: Ngày 7 tháng 6 năm 2017 - Hãng đĩa: JYP Entertainment - Dưới dạng: CD, tải kỹ thuật số                                                  | Danh sách 1. 오늘은 내게 (Lean on me) 2. 반드시 웃는다 (I Smile) *Title 3. Man in a movie 4. 아 왜 (I Wait) 5. How Can I Say 6. Letting Go (Rebooted Ver.) 7. I Would 8. Goodbye Winter 9. I'm Serious 10. Say Wow 11. DANCE DANCE 12. My Day 13. You Were Beautiful 14. Congratulations (Final Ver.) |                          |                          |                          |                |           |
| Moonrise (2nd full-album)                                                | - 2 versions: Gold Moon ver. & Silver Moon ver. - Phát hành: Ngày 6 tháng 12 năm 2017 - Hãng đĩa: JYP Entertainment - Dưới dạng: CD, tải kỹ thuật số | Danh sách 1. Better Better 2. 좋아합니다 (I Like You) *Title 3. 좋은걸 뭐 어떡해 (What Can I Do) 4. 남겨둘게 (I'll Remember) 5. 놀래! (Whatever!) 6. Be Lazy 7. Hi Hello 8. I Loved You 9. 그렇더라고요 (When You Love Someone) 10. 혼자야 (All Alone) 11. 쏟아진다 (Pouring) 12. 누군가 필요해 (I Need Somebody) 13. 노력해볼게요 (I'll Try) 14. Colors (Final Ver.) (CD ONLY) 15. Like That Sun (Final Ver.) (CD ONLY) 16. Out Of My Mind (Final Ver.) (CD ONLY) 17. Habits (Final Ver.) (CD ONLY) 18. Freely (Final Ver.) (CD ONLY) |                          |                          |                          |                |           |
| Shoot Me: Youth Part 1 (3rd mini-album)                                  | - 2 versions: Bullet ver. & Trigger ver. - Phát hành: Ngày 26 tháng 6 năm 2018 - Hãng đĩa: JYP Entertainment - Dưới dạng: CD, tải kỹ thuật số        | Danh sách 1. Warning! 2. Shoot Me *Title 3. 어쩌다 보니 (Somehow) 4. Feeling Good 5. 혼잣말 (Talking to) 6. 원하니까 (Still) 7. Shoot Me (Inst.) (CD ONLY) |                          |                          |                          |                |           |
| Remember Us: Youth Part 2 (4th mini-album)                               | - 2 versions: Rew ver. & FF ver. - Phát hành: Ngày 10 tháng 12 năm 2018 - Hãng đĩa: JYP Entertainment - Dưới dạng: CD, tải kĩ thuật số               | Danh sách 1. 아픈 길 (Hurt road) 2. 행복했던 날들이었다 (days gone by) *Title 3. 두통 (Headache) 4. 121U 5. 완전 멋지잖아 (So cool) 6. 마라톤 (Marathon) 7. Beautiful Feeling 8. days gone by (Inst.) (CD Only) |                          |                          |                          |                |           |
| The Book Of Us: Gravity (5th mini-album)                                 | - 2 versions: Soul ver. & Mate ver. - Phát hành: Ngày 16 tháng 7 năm 2019 - Hãng đĩa: JYP Entertainment - Dưới dạng: CD, tải kĩ thuật số             | Danh sách 1. For me 2. 한 페이지가 될 수 있게 (Time of Our Life) *Title 3. How to love 4. 돌아갈래요 (Wanna go back) 5. 포장 (Cover) 6. Best Part |                          |                          | #9                       |                |           |
| The Book Of Us: Entrophy (3rd full-album)                                | - 2 versions: Sweet ver. & Chaos ver. - Phát hành: Ngày 23 tháng 10 năm 2019 - Hãng đĩa: JYP Entertainment - Dưới dạng: CD, tải kĩ thuật số          | Danh sách 1. Deep in love 2. Sweet Chaos *Title 3. EMERGENCY 4. Rescue Me 5. 365247 6. 지금쯤 (About now) 7. 야야야 (OUCH) 8. Not Fine (나빠) 9. 막말 (Don't talk) 10. Not Mine 11. 마치 흘러가는 바람처럼 (Like a flowing wind) |                          |                          | #10                      |                |           |
| The Book Of Us: The Demon (6th mini-album)                               | - 2 versions: MIDDAY ver. & MIDNIGHT ver. - Phát hành: Ngày 11 tháng 5 năm 2020 - Hãng đĩa: JYP Entertainment - Dưới dạng: CD, tải kĩ thuật số       | Danh sách 1. 해와 달처럼 (Day And Night) 2. Zombie *Title 3. Tick Tock 4. Love Me Or Leave Me 5. 때려쳐 (Stop) 6. 1 To 10 7. Afraid 8. Zombie (English Ver.) | #2                       |                          | #7                       | KOR: 53,378+   |           |
| The Book of Us: Negentropy – Chaos swallowed up in love (7th mini-album) | - 2 versions: ONE ver. & ONLY ver. - Phát hành: Ngày 19 tháng 4 năm 2021 - Hãng đĩa: JYP Entertainment - Dưới dạng: CD, tải kĩ thuật số              | Danh sách 1. Everyday We Fight 2. You Make Me *Title 3. Healer 4. 둘도 아닌 하나 (Only) 5. Above the Clouds 6. 무적 (One) 7. So Let's Love | #3                       |                          |                          | KOR: 49,643    |           |

### Đĩa đơn
| Tên                                                                          | Năm  | Vị trí xếp hạng cao nhất | Vị trí xếp hạng cao nhất | Doanh thu      | Album    |
| Tên                                                                          | Năm  | KOR                      | US World                 | Doanh thu      | Album    |
| ---------------------------------------------------------------------------- | ---- | ------------------------ | ------------------------ | -------------- | -------- |
| "Congratulations"                                                            | 2015 | 58                       | 6                        | - KOR: 48,787+ | The Day  |
| "Letting Go"                                                                 | 2016 | 127                      | —                        | - KOR: 25,577+ | Daydream |
| "—" denotes releases that did not chart or were not released in that region. |      |                          |                          |                |          |

### Dự án "EVERY DAY6" (2017)
| Every Day6 January | Every Day6 January             | Every Day6 January                      | Every Day6 January                              | Every Day6 January             | Every Day6 January |
| STT                | Nhan đề                        | Phổ lời                                 | Phổ nhạc                                        | Chuyển soạn                    | Thời lượng         |
| ------------------ | ------------------------------ | --------------------------------------- | ----------------------------------------------- | ------------------------------ | ------------------ |
| 1.                 | "I Wait" (아 왜)               | Young K                                 | Hong Ji-sang, Lee Woo-min, Jae, Young K, Wonpil | Hong Ji-sang, Lee Woo-min      | 03:38              |
| 2.                 | "Goodbye Winter" (겨울이 간다) | Sungjin, Jae, Young K, YUE, Cha Il-hoon | Sungjin, Jae, Young K, YUE, Cha Il-hoon         | YUE, Cha Il-hoon, Yoon Eun-suk | 03:07              |
| Tổng thời lượng:   | Tổng thời lượng:               | Tổng thời lượng:                        | Tổng thời lượng:                                | Tổng thời lượng:               | 06:45              |

| Every Day6 February | Every Day6 February           | Every Day6 February | Every Day6 February                        | Every Day6 February                       | Every Day6 February |
| STT                 | Nhan đề                       | Phổ lời             | Phổ nhạc                                   | Chuyển soạn                               | Thời lượng          |
| ------------------- | ----------------------------- | ------------------- | ------------------------------------------ | ----------------------------------------- | ------------------- |
| 1.                  | "You Were Beautiful" (예뻤어) | Young K             | Hong Ji-Sang, Lee Woo-min, Wonpil, Young K | Hong Ji-Sang, Lee Woo-min                 | 04:43               |
| 2.                  | "My Day"                      | Young K             | Mr. Cho, Joo-hyo, Young K, Wonpil          | Mr. Cho, Joo-hyo, Young K, Wonpil, Dowoon | 03:00               |
| Tổng thời lượng:    | Tổng thời lượng:              | Tổng thời lượng:    | Tổng thời lượng:                           | Tổng thời lượng:                          | 07:43               |

| Every Day6 March | Every Day6 March              | Every Day6 March | Every Day6 March                                                        | Every Day6 March                         | Every Day6 March |
| STT              | Nhan đề                       | Phổ lời          | Phổ nhạc                                                                | Chuyển soạn                              | Thời lượng       |
| ---------------- | ----------------------------- | ---------------- | ----------------------------------------------------------------------- | ---------------------------------------- | ---------------- |
| 1.               | "How Can I Say" (어떻게 말해) | Young K, Wonpil  | Hong Ji-sang, Lee Woo-min 'Collapsedone', Jae, Young K, Wonpil, Sungjin | Hong Ji-sang, Lee Woo-min 'Collapsedone' | 03:22            |
| 2.               | "I Would" (그럴 텐데)         | Young K          | Hong Ji-sang, Lee Woo-min 'Collapsedone', Jae, Young K, Wonpil          | Hong Ji-sang                             | 03:43            |
| Tổng thời lượng: | Tổng thời lượng:              | Tổng thời lượng: | Tổng thời lượng:                                                        | Tổng thời lượng:                         | 07:05            |

| Every Day6 April | Every Day6 April            | Every Day6 April         | Every Day6 April                                          | Every Day6 April                         | Every Day6 April |
| STT              | Nhan đề                     | Phổ lời                  | Phổ nhạc                                                  | Chuyển soạn                              | Thời lượng       |
| ---------------- | --------------------------- | ------------------------ | --------------------------------------------------------- | ---------------------------------------- | ---------------- |
| 1.               | "I'm Serious" (장난 아닌데) | Young K, Sungjin, Wonpil | Hong Ji-sang, Lee Woo-min 'Collapsedone', Wonpil, Sungjin | Hong Ji-sang, Lee Woo-min 'Collapsedone' | 03:14            |
| 2.               | "Say Wow"                   | Young K                  | Hong Ji-sang, Wonpil, Young K                             | Hong Ji-sang                             | 03:09            |
| Tổng thời lượng: | Tổng thời lượng:            | Tổng thời lượng:         | Tổng thời lượng:                                          | Tổng thời lượng:                         | 06:23            |

| Every Day6 May   | Every Day6 May   | Every Day6 May   | Every Day6 May                                                                  | Every Day6 May                           | Every Day6 May |
| STT              | Nhan đề          | Phổ lời          | Phổ nhạc                                                                        | Chuyển soạn                              | Thời lượng     |
| ---------------- | ---------------- | ---------------- | ------------------------------------------------------------------------------- | ---------------------------------------- | -------------- |
| 1.               | "Dance Dance"    | Young K          | Hong Ji-sang, Lee Woo-min 'Collapsedone', Jae, Sungjin, Young K, Wonpil, Dowoon | Hong Ji-sang, Lee Woo-min 'Collapsedone' | 03:43          |
| 2.               | "Man In A Movie" | Young K          | Hong Ji-sang, Sungjin, Young K, Wonpil                                          | Hong Ji-sang                             | 03:47          |
| Tổng thời lượng: | Tổng thời lượng: | Tổng thời lượng: | Tổng thời lượng:                                                                | Tổng thời lượng:                         | 07:29          |

| Every Day6 June  | Every Day6 June            | Every Day6 June          | Every Day6 June                                                                          | Every Day6 June                                           | Every Day6 June |
| STT              | Nhan đề                    | Phổ lời                  | Phổ nhạc                                                                                 | Chuyển soạn                                               | Thời lượng      |
| ---------------- | -------------------------- | ------------------------ | ---------------------------------------------------------------------------------------- | --------------------------------------------------------- | --------------- |
| 1.               | "I Smile" (반드시 웃는다)  | Young K, Wonpil          | Hong Ji-sang, Lee Woo-min 'Collapsedone', Sungjin, Young K, Wonpil                       | Hong Ji-sang, Lee Woo-min 'Collapsedone'                  | 3:47            |
| 2.               | "Lean On Me" (오늘은 내게) | Young K, Wonpil, Sungjin | Hong Ji-sang, Lee Woo-min 'Collapsedone', Swanthewhitepig, Young K, Wonpil, Jae, Sungjin | Hong Ji-sang, Lee Woo-min 'Collapsedone', Swanthewhitepig | 3:29            |
| Tổng thời lượng: | Tổng thời lượng:           | Tổng thời lượng:         | Tổng thời lượng:                                                                         | Tổng thời lượng:                                          | 7:27            |

| Every Day6 July  | Every Day6 July  | Every Day6 July  | Every Day6 July                                                         | Every Day6 July                          | Every Day6 July |
| STT              | Nhan đề          | Phổ lời          | Phổ nhạc                                                                | Chuyển soạn                              | Thời lượng      |
| ---------------- | ---------------- | ---------------- | ----------------------------------------------------------------------- | ---------------------------------------- | --------------- |
| 1.               | "Hi Hello"       | Young K          | Hong Ji-sang, Lee Woo-min 'Collapsedone', Jae, Sungjin, Young K, Wonpil | Hong Ji-sang, Lee Woo-min 'Collapsedone' | 3:52            |
| 2.               | "Be Lazy"        | Young K          | 220, Young K                                                            | 220                                      | 3:14            |
| Tổng thời lượng: | Tổng thời lượng: | Tổng thời lượng: | Tổng thời lượng:                                                        | Tổng thời lượng:                         | 7:06            |

| Every Day6 August | Every Day6 August                  | Every Day6 August | Every Day6 August                                                       | Every Day6 August                        | Every Day6 August |
| STT               | Nhan đề                            | Phổ lời           | Phổ nhạc                                                                | Chuyển soạn                              | Thời lượng        |
| ----------------- | ---------------------------------- | ----------------- | ----------------------------------------------------------------------- | ---------------------------------------- | ----------------- |
| 1.                | "What Can I Do" (좋은걸 뭐 어떡해) | Young K           | Hong Ji-sang, Lee Woo-min "Collapsedone", Jae, Sungjin, Young K, Wonpil | Hong Ji-sang, Lee Woo-min "Collapsedone" | 3:52              |
| 2.                | "Whatever!" (놀래!)                | Young K           | Hong Ji-sang, Lee Woo-min "Collapsedone", Jae, Sungjin, Young K, Wonpil | Hong Ji-sang, Lee Woo-min "Collapsedone" | 3:16              |
| Tổng thời lượng:  | Tổng thời lượng:                   | Tổng thời lượng:  | Tổng thời lượng:                                                        | Tổng thời lượng:                         | 7:08              |

| Every Day6 September | Every Day6 September      | Every Day6 September | Every Day6 September                                               | Every Day6 September                    | Every Day6 September |
| STT                  | Nhan đề                   | Phổ lời              | Phổ nhạc                                                           | Chuyển soạn                             | Thời lượng           |
| -------------------- | ------------------------- | -------------------- | ------------------------------------------------------------------ | --------------------------------------- | -------------------- |
| 1.                   | "I Loved You"             | Young K              | Hong Ji-sang Lee Woo-min `Collapsedone` Jae Sungjin Young K Wonpil | Hong Ji-sang Lee Woo-min `Collapsedone` | 03:54                |
| 2.                   | "I Will Leave" (남겨둘게) | Young K              | Hong Ji-sang Lee Woo-min `Collapsedone` Jae Sungjin Young K Wonpil | Hong Ji-sang Lee Woo-min `Collapsedone` | 03:54                |
| Tổng thời lượng:     | Tổng thời lượng:          | Tổng thời lượng:     | Tổng thời lượng:                                                   | Tổng thời lượng:                        | 07:08                |

| Every Day6 October | Every Day6 October                     | Every Day6 October | Every Day6 October                                                 | Every Day6 October                      | Every Day6 October |
| STT                | Nhan đề                                | Phổ lời            | Phổ nhạc                                                           | Chuyển soạn                             | Thời lượng         |
| ------------------ | -------------------------------------- | ------------------ | ------------------------------------------------------------------ | --------------------------------------- | ------------------ |
| 1.                 | "When You Love Someone" (그렇더라고요) | Young K            | Hong Ji-sang Lee Woo-min `Collapsedone` Jae Sungjin Young K Wonpil | Hong Ji-sang Lee Woo-min `Collapsedone` | 3:46               |
| 2.                 | "I Need Someone" (누군가 필요해)       | mr.cho Young K     | mr.cho Young K Jae Do-gi                                           | mr.cho Jae Do-gi                        | 3:38               |
| Tổng thời lượng:   | Tổng thời lượng:                       | Tổng thời lượng:   | Tổng thời lượng:                                                   | Tổng thời lượng:                        | 7:24               |

| Every Day6 November | Every Day6 November  | Every Day6 November | Every Day6 November                                                | Every Day6 November                     | Every Day6 November |
| STT                 | Nhan đề              | Phổ lời             | Phổ nhạc                                                           | Chuyển soạn                             | Thời lượng          |
| ------------------- | -------------------- | ------------------- | ------------------------------------------------------------------ | --------------------------------------- | ------------------- |
| 1.                  | "All Alone" (혼자야) | Young K             | Hong Ji-sang Jae Sungjin Young K Wonpil                            | Hong Ji-sang                            | 03:44               |
| 2.                  | "Pouring" (쏟아진다) | Young K             | Hong Ji-sang Lee Woo-min `Collapsedone` Jae Sungjin Young K Wonpil | Hong Ji-sang Lee Woo-min `Collapsedone` | 04:05               |
| Tổng thời lượng:    | Tổng thời lượng:     | Tổng thời lượng:    | Tổng thời lượng:                                                   | Tổng thời lượng:                        | 07:49               |

| Every Day6 December | Every Day6 December         | Every Day6 December | Every Day6 December                                                     | Every Day6 December                      | Every Day6 December |
| STT                 | Nhan đề                     | Phổ lời             | Phổ nhạc                                                                | Chuyển soạn                              | Thời lượng          |
| ------------------- | --------------------------- | ------------------- | ----------------------------------------------------------------------- | ---------------------------------------- | ------------------- |
| 1.                  | "I Like You" (좋아합니다)   | Young K             | Hong Ji-sang, Lee Woo-min 'Collapsedone', Jae, Sungjin, Young K, Wonpil | Hong Ji-sang, Lee Woo-min 'Collapsedone' | 3:57                |
| 2.                  | "Better Better"             | Young K             | Hong Ji-sang, Lee Woo-min 'Collapsedone', Jae, Sungjin, Young K, Wonpil | Hong Ji-sang, Lee Woo-min 'Collapsedone' | 3:31                |
| 3.                  | "I Will Try" (노력해볼게요) | mr.cho, Wonpil      | mr.cho, Wonpil                                                          | mr.cho                                   | 3:41                |
| Tổng thời lượng:    | Tổng thời lượng:            | Tổng thời lượng:    | Tổng thời lượng:                                                        | Tổng thời lượng:                         | 10:29               |

### Bài hát lọt vào bảng xếp hạng khác
| Tên                                   | Năm  | Thứ hạng cao nhất | Doanh thu     | Album    |
| Tên                                   | Năm  | KOR               | Doanh thu     | Album    |
| ------------------------------------- | ---- | ----------------- | ------------- | -------- |
| "버릇이 됐어 (Habits)"                | 2015 | 304               | - KOR: 8,324+ | The Day  |
| "Colors"                              | 2015 | 321               | - KOR: 7,999+ | The Day  |
| "이상하게 계속 이래 (Out of My Mind)" | 2015 | 328               | - KOR: 7,884+ | The Day  |
| "Free하게 (Freely)"                   | 2015 | 330               | - KOR: 7,792+ | The Day  |
| "태양처럼 (Like That Sun)"            | 2015 | 354               | - KOR: 7,401+ | The Day  |
| "First Time"                          | 2016 | 368               | - KOR: 6,375+ | Daydream |
| "Blood"                               | 2016 | 393               | - KOR: 5,822+ | Daydream |
| "Sing Me"                             | 2016 | —                 | - KOR: 5,660+ | Daydream |
| "바래 (I Wish)"                       | 2016 | —                 | - KOR: 5,229+ | Daydream |
| "Hunt"                                | 2016 | —                 | - KOR: 4,561+ | Daydream |

### Đĩa nhạc
| Năm  | Tên            | Nhạc        | Thời lượng | Nghệ sĩ |
| ---- | -------------- | ----------- | ---------- | ------- |
| 2013 | Pretty Man OST | Lovely Girl | 3:24       | 5Live   |

## Các hoạt động khác

### Truyền hình
| Năm       | Tiêu đề                | Thành viên         | Ghi chú                               | Nguồn  |
| --------- | ---------------------- | ------------------ | ------------------------------------- | ------ |
| 2011-2012 | K-pop Star 1           | Jae                | Top 6                                 | [ 2 ]  |
| 2012      | Strong Heart           | Jae                | cùng với các thí sinh tại Kpop Star 1 | [ 27 ] |
| 2013      | Mnet Who Is Next (WIN) | Tất cả, trừ Dowoon | Tập 4,YG với JYP                      | [ 28 ] |
| 2013      | Hidden Singer 2        | Sungjin            | cùng với Park Jin-young               | [ 27 ] |

## Tour và concert
| Năm  | Tên                                         | Ngày        | Ngày        | Buổi diễn |
| Năm  | Tên                                         | Bắt đầu     | Kết thúc    | Buổi diễn |
| ---- | ------------------------------------------- | ----------- | ----------- | --------- |
| 2015 | Day6 1st Mini Album Showcase In Taiwan 2015 | 18 tháng 10 | 18 tháng 10 | 1         |
| 2015 | Day6 1st Live Concert: 2015 D-day           | 21 tháng 11 | 22 tháng 11 | 2         |
| 2015 | 2015 DAY6 FAN MEETING IN SINGAPORE          | 5 tháng 12  | 5 tháng 12  | 1         |
| 2015 | DAY6 the 1st Live & Meet in Bangkok 2015    | 12 tháng 12 | 12 tháng 12 | 1         |
| 2016 | 2016 DAY6 SHOWCASE IN HONGKONG              | 15 tháng 1  | 15 tháng 1  | 1         |
| 2016 | DAY6 1st FAN MEETING IN USA 2016            | 13 tháng 4  | 17 tháng 4  | 3         |

### Các buổi concert
- Jeju KCON 2015 (11/06/2015)
- JYP Samsung Hospital Event (22-12-2015)
- New York KCON 2016 (26/6/2016)

## Chương trình âm nhạc

#### Show Champion
| Năm  | Ngày       | Bài hát            |
| ---- | ---------- | ------------------ |
| 2019 | 24 tháng 7 | "Time of Our Life" |

#### M Countdown
| Năm  | Ngày       | Bài hát            | Điểm |
| ---- | ---------- | ------------------ | ---- |
| 2019 | 25 tháng 7 | "Time of Our Life" | –    |

#### Show! Music Core
| Năm  | Ngày       | Bài hát     | Điểm |
| ---- | ---------- | ----------- | ---- |
| 2024 | 14 tháng 9 | "Melt Down" | 7093 |
| 2024 | 21 tháng 9 | "Melt Down" | 6634 |